# Curated Shopping
Curated Shopping (übersetzt in etwa betreutes Einkaufen) ist ein Vertriebsmodell für Bekleidung. Dabei wird der elektronische Handel mit der persönlichen Beratung des Fachhandels kombiniert.
Zunächst muss der Kunde einen Fragebogen online über seine Vorlieben ausfüllen, anschließend erfolgt in der Regel ein persönliches Telefonat mit einem Stilberater. Die konkrete Auswahl der Kleidungsstücke trifft der Berater bzw. ein Algorithmus. Der Kunde bekommt mehrere Stücke zugesendet; was nicht gefällt oder nicht passt, wird als Retoure zurückgeschickt.
Das Konzept des Curated Shoppings wurde zuerst in den USA entwickelt. In Deutschland gibt es seit 2011 Unternehmen mit diesem Konzept.